# Filament/fuse
『filament/fuse』（フィラメント/ヒューズ）は、delofamiliaの6枚目のオリジナルアルバム。2017年11月1日にリリース。

## 解説
- 廣山直人、Riefuによるプロジェクトであるdelofamiliaの6枚目のアルバム。
- 前作の『Carry on Your Youth』から約3年5か月ぶりの作品である。

## 収録曲
1. agenda
2. race
3. Enter The Mirror feat.波多野裕文(People In The Box)
4. if it fall
5. peace
6. rooms
7. pyramid
8. World is Weeping
9. DLOP
10. delight